# Collégiale Notre-Dame-de-Grâce de Sérignan
Pour les articles homonymes, voir Notre-Dame-de-Grâce (homonymie).
La collégiale Notre-Dame de Grâce de Sérignan est une ancienne collégiale de style gothique située à Sérignan dans le département français de l'Hérault et la région Occitanie.

## Historique
La construction de ce monument classé s’est échelonnée du XIIe au XVe siècle. La collégiale relevait de l'abbaye de Saint-Thibéry. Subsiste un chevet roman de l'absidiole sud. Le reste de l'église est de style gothique méridional. Son clocher, imposante tour de 30 mètres de haut, évoque plus le donjon guerrier que l’édifice religieux. Un mâchicoulis protégeant un beau portail aux voussures romanes renforce la première impression militaire dégagée par la façade. Comme souvent dans les églises, les vitraux de Notre-Dame-de-Grâce sont les éléments qui ont le plus souffert des outrages du temps. Beaucoup ont été remplacés au cours des siècles. Ouverte par 7 hautes fenêtres à meneaux, l’abside présente un ensemble de vitraux réalisés par les ateliers de Mauvernay et posés en 1879.

## Description

### Les cloches
La collégiale de Sérignan est dotée de trois cloches de volée fondues en 1891 par Burdin-Aîné (fondeur à Lyon). Elles donnent les notes Ré#3, Sol3 et La#3.

### L'orgue
L'orgue est composé de deux claviers de 56 notes, respectivement un Grand-Orgue de sept jeux et un Récit de six jeux, et d'un pédalier de 30 notes dont les jeux sont empruntés au Grand-Orgue. La transmission est électropneumatique, la console, amovible, étant reliée à l'orgue par un câble.

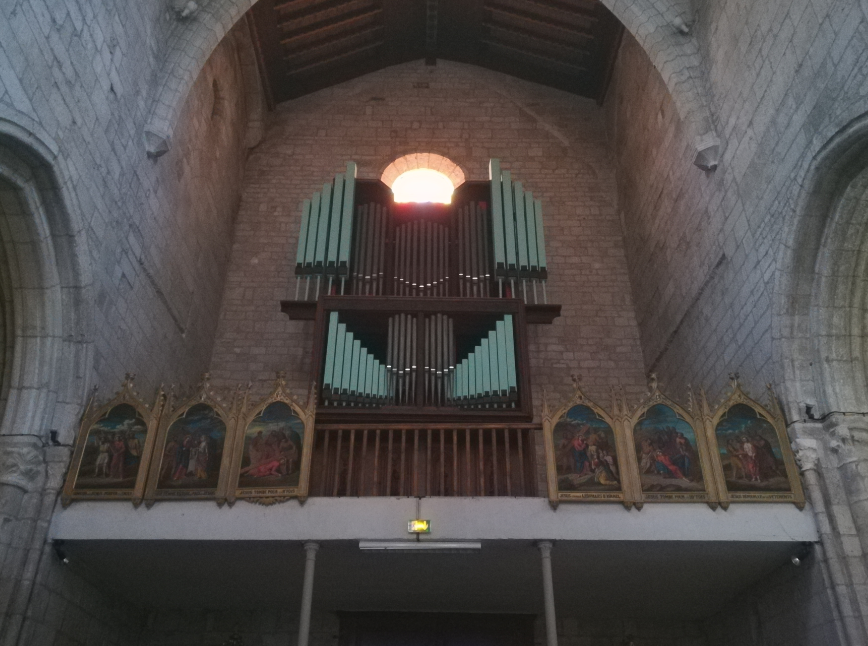
Orgue de la Collégiale Notre-Dame-de-Grâce de Sérignan

## Protection
L'église fait l’objet d’un classement au titre des monuments historiques depuis le 16 septembre 1907.

## Galerie

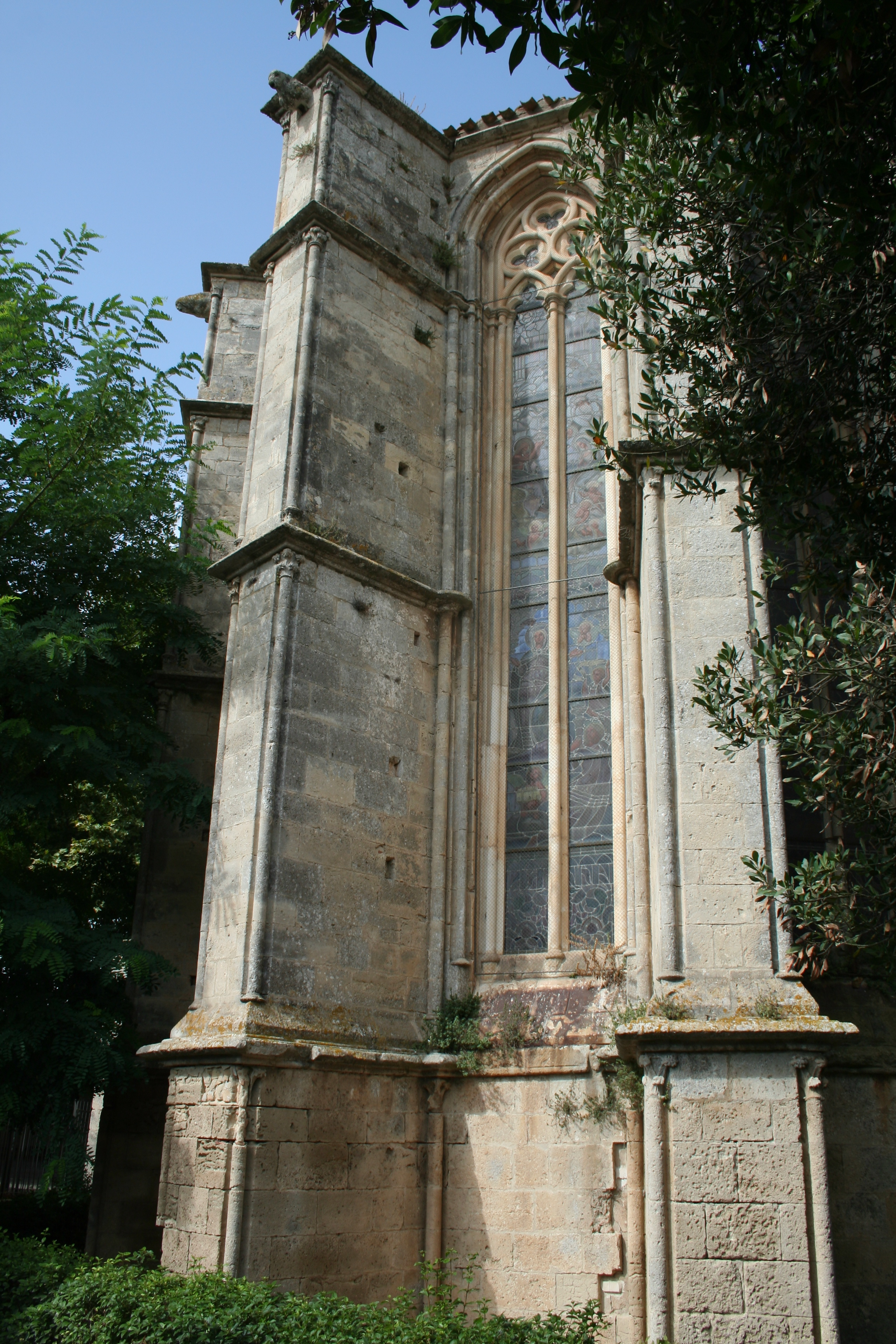
Chevet.
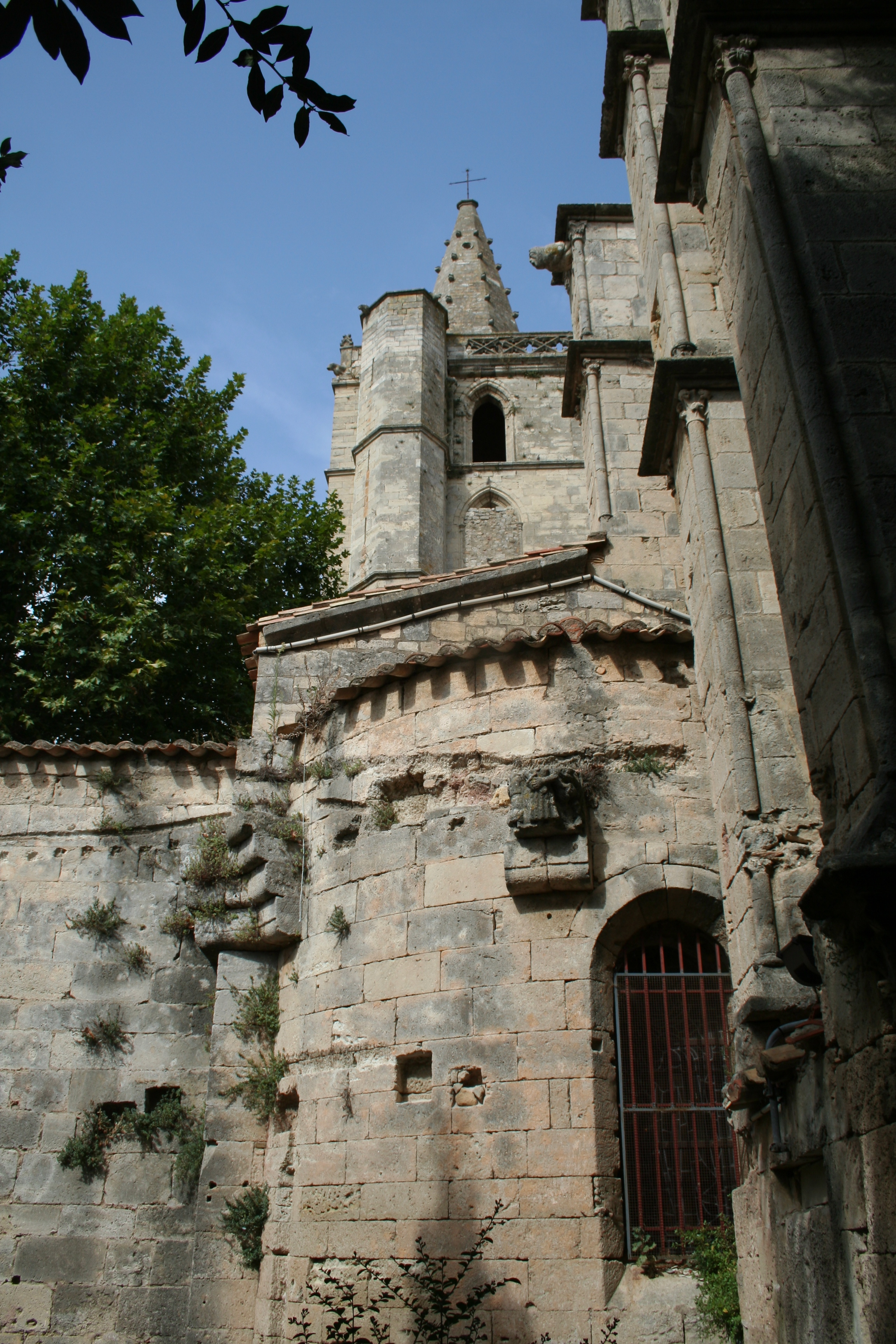
Chevet roman de l'absidiole sud.
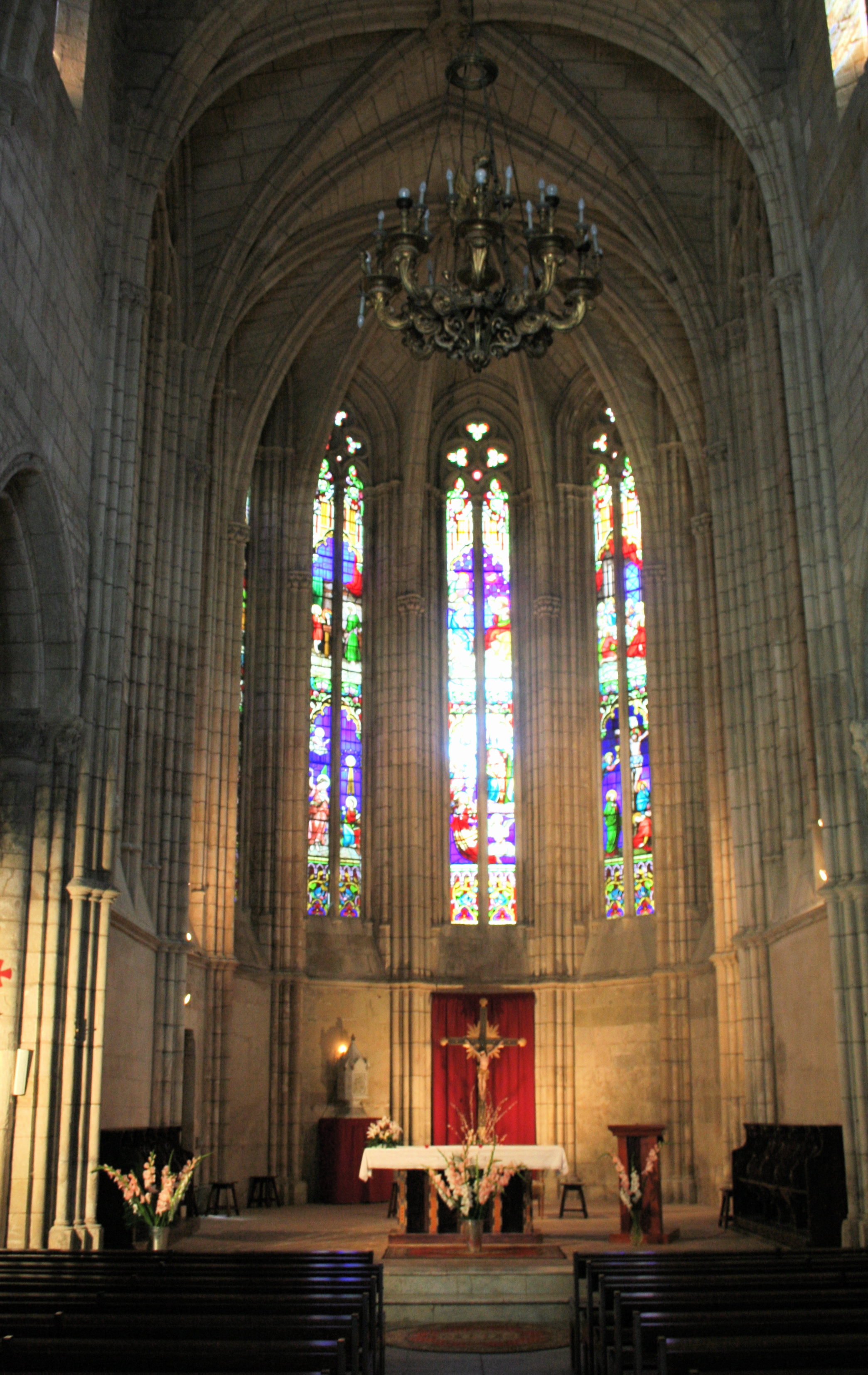
Chœur.
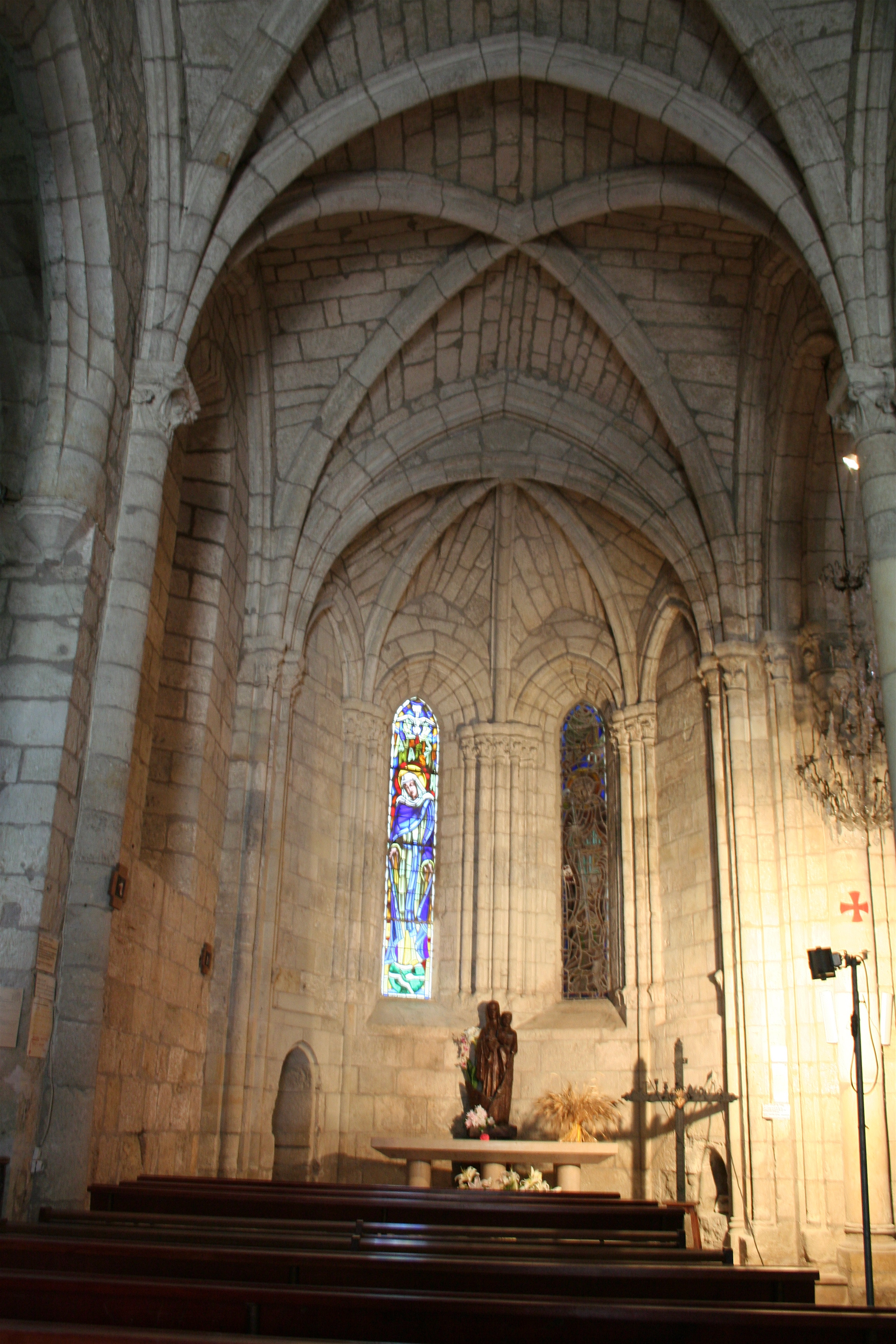
Chapelle de l'absidiole nord.
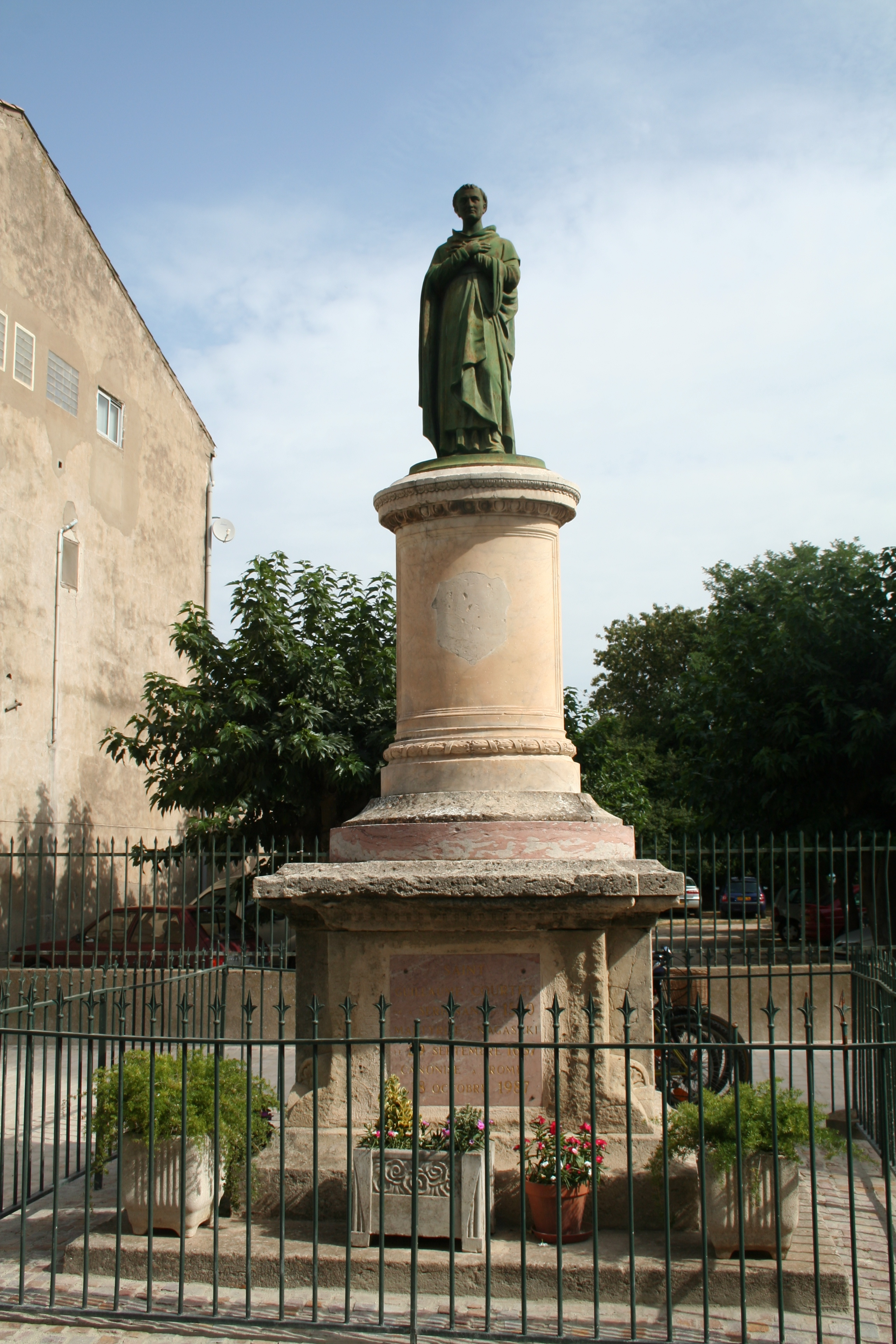
Saint Guillaume Courtet (1590-1637).
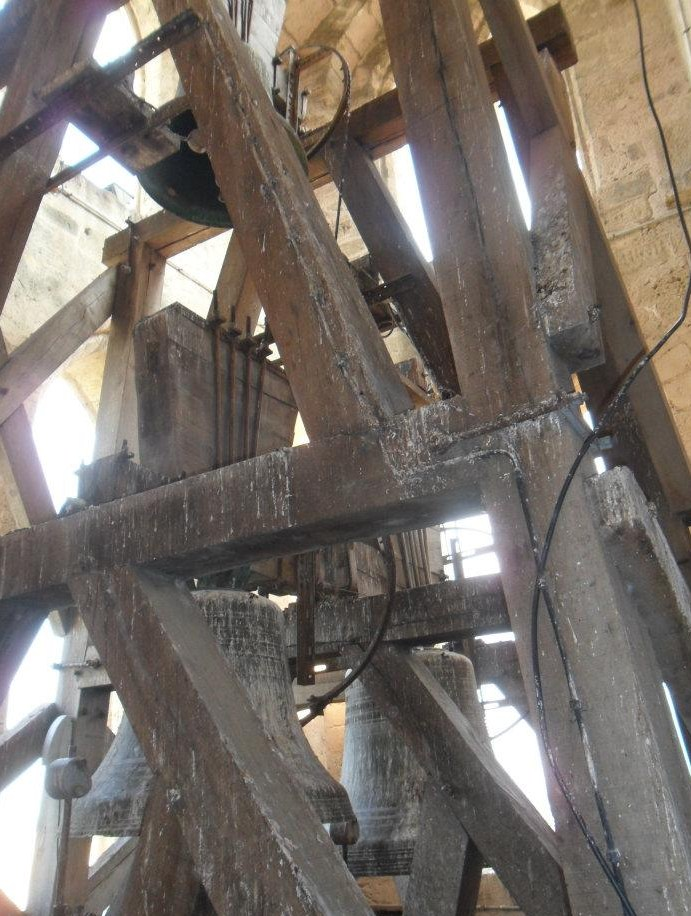
Les cloches.